# Dendronereides heteropoda
Dendronereides heteropoda är en ringmaskart som beskrevs av Rowland Southern 1921. Dendronereides heteropoda ingår i släktet Dendronereides och familjen Nereididae. Inga underarter finns listade i Catalogue of Life.